# 西南4街站
西南4街站（英語：4 Street SW station）是一個位於加拿大亞伯達省卡加利市中心的卡加利轻轨車站。該站只提供西行列車服務，最近的東行車站為西南3街及西南6街二站。月台位於南7大道（7 Avenue South）北面，為免票區內的其中一個車站。路線201及202均停靠此站。
位處於西南4街及西南5街之間的西4街站（4 Street W station）於1981年5月25日，作為卡加利原有輕鐵路線（西8街－安達臣）的一部份啟用。原有車站於2010年1月7日關閉，並於隨後拆卸，以便於原址重建新車站。新車站於2011年1月21日啟用。
與其他經翻新、於7大道上的車站月台一樣，整條人行道的兩端均以斜道連接車站，月台亦能容納4節車廂列車。
2005年，該站的日均乘客量為11,100人。

## 罪案
2022年1月10日夜間時分，兩名男子於輕鐵4街站外發生暴力衝突。有途人拍攝該起衝突的事發經過，事件中一名男子遭刺傷。
2023年3月15日（週三）清晨約6時20分，警方於接報後前往西南4街市中心輕鐵站。遭刺傷的一男一女被送往醫院，並無任何生命威脅跡象。車站於早上7時26分關閉以作進一步調查。事件及後引來廣泛關注，批評卡加利交通局的聲音亦相繼出現；同時，鑒於卡加利輕鐵系統沿線罪案率過高，大眾普遍對此表示擔憂。